# AA Palmeiras

Abzeichen von AA das Palmeiras

Die Associação Atlética das Palmeiras war ein Fußballverein aus der brasilianischen Metropole São Paulo. Der Verein wurde am 9. November 1902 gegründet und zu Anbeginn des Professionalismus 1930 aufgelöst. In den Jahren 1909, 1910 und 1915 gewann er die Staatsmeisterschaft von São Paulo. Mit dem Gewinn der Taça Salutaris von 1911 gewann AA das Palmeiras den zweiten Wettbewerb zwischen brasilianischen Staatsmeistern und kann damit, wenngleich nur inoffiziell, als zweiter nationaler Meister der brasilianischen Fußballgeschichte angesehen werden.
Aus dem Verein ging der heutige FC São Paulo hervor. SE Palmeiras wählte 1942 den Namen Palmeiras als Hommage an AA das Palmeiras. Die Farben des Vereins waren Schwarz und Weiß. Die Mannschaft spielte in schwarzen Hemden und weißen Hosen. Im Jahr der Meisterschaft von 1909 trug die Mannschaft ein Trikot dessen linke Hälfte weiß und die andere schwarz war. Das berühmteste Trikot war allerdings weiß mit einem schwarzen Brustring. Aus diesem ging später das Trikot des São Paulo FC hervor.

## Geschichte
Der Verein wurde 1902, im Jahr der Austragung der ersten Meisterschaft von São Paulo, dem ersten Fußballwettbewerb in Brasilien überhaupt, von vermögenden Familien, sogenannten boas familias gegründet. Das elitäre Wesen des Vereins sollte unverfälscht bis 1915 erhalten bleiben; erst dann wurden Mitglieder ohne akademischen Hintergrund zugelassen.
In der ersten Zeit spielte Palmeiras oft gegen die Reservemannschaften der weiland großen Vereine der Stadt und erzielte dabei gute Resultate. Dies ermutigte den Verein 1904 an der dritten Meisterschaft teilzunehmen. Mit dem CA Internacional aus der Hafenstadt Santos war ein weiterer Verein an einem freien Platz in der Liga interessiert. Durch einen 4:0-Sieg über den Konkurrenten sicherte sich Palmeiras die Teilnahme am Meisterschaftswettbewerb.
Der Sieg im ersten Spiel gegen den deutschen Einwandererverein SC Germânia blieb der einzige Punktgewinn in der ersten Saison und Palmeiras beendete die erste Saison als sechster und damit letzter. Im Folgejahr konnte sich Palmeiras nicht verbessern. 1906 wurde der Verein wegen Irregularitäten beim Eintrittsverkauf aus dem laufenden Meisterschaftswettbewerb ausgeschlossen und nahm in den nächsten beiden Spielzeiten nicht an der Meisterschaft teil.
1909 kehrte Palmeiras mit Vehemenz in die Liga Paulista de Foot-Ball (LPF) zurück und beendete die Saison punktgleich mit dem Vorjahresmeister CA Paulistano als Tabellenerster. Im Entscheidungsspiel am 5. Dezember behielt Palmeiras mit 2:1 die Oberhand. Im August 1910 fand erstmals ein Spiel um eine Troféu Interestadual gegen den Staatsmeister von Rio de Janeiro, den Botafogo FC. Palmeiras verlor die von Hermann Friese, einem Spieler des SC Germânia der auch einer der herausragenden Schiedsrichter in der Frühzeit des brasilianischen Fußballs war, geleitete Partie im heimischen Velódromo de São Paulo klar mit 2:7, womit sich Botafogo quasi den ersten Meistertitel der brasilianischen Geschichte sicherte.
1910 wurde Palmeiras in der Staatsmeisterschaft nur einmal besiegt und konnte seinen Titel verteidigen. Im Juni und September 1911 spielte Palmeiras gegen den erneuten Meister von Rio, den Botafogo FC, diesmal um die Taça Salutaris. Palmeiras siegte in Rio mit 4:2 und im Rückspiel im heimischen Parque Antarctica mit 2:0 und wurde somit einziger Gewinner dieses Pokals, der im Folgejahr durch die Taça dos Campeões Estaduais Rio-São Paulo – Vorläufer des Torneio Rio-São Paulo und damit der heutigen Meisterschaft von Brasilien – und zwischenzeitlich durch die Taça Ioduran ersetzt wurde. Im Juni des Jahres bezwang Palmeiras auf heimischen Platz auch den Fluminense FC aus Rio, der im selben Jahr noch unbesiegt Staatsmeister werden sollte, sensationell mit 8:2. In der Liga verlor Palmeiras Juli 1911 mit 3:4 beim SC Germânia und zog sich, Irregularitäten im Umfeld des Spiels anführend, aus der Meisterschaft zurück und nahm auch 1912 nicht am Wettbewerb teil.

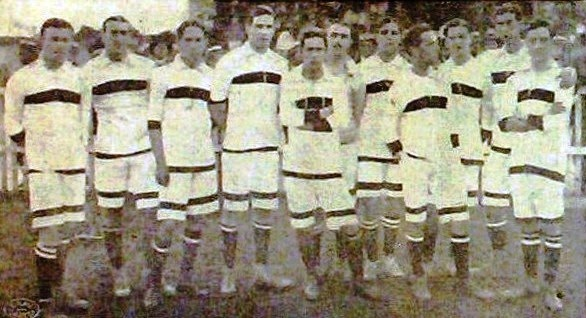
Meistermannschaft von 1915

1913 kam es zu einem Schisma im Fußball von São Paulo. Nach Auseinandersetzungen um die Zulassung von Vereinen aus weniger elitären Umfeldern fanden nunmehr getrennte Meisterschaften – beide dieser Tage als offizielle Staatsmeisterschaften anerkannt – von LPF und der Associação Paulista de Esportes Atléticos (APEA) statt. Palmeiras spielte als Mitbegründer mit dem CA Paulistano und der Mannschaft des Mackenzie College in einer Dreierrunde um die Meisterschaft der „Aristokraten“ der APEA und wurde dabei letzter, wie auch im Folgejahr, als sechs Mannschaften um den Titel spielten. 1915 konnte sich Palmeiras aber rehabilitieren und wurde ungeschlagener Meister. Carlos Nazareth wurde dabei mit 13 Treffern Ligatorschützenkönig. In der Konkurrenzliga der LPF holte sich in jenem Jahr der SC Germânia seinen zweiten und letzten Meistertitel.
Vor der Saison 1916 unterstützte die Palmeiras Aufnahme von Palestra Itália in die APEA. 1942, als Vereinsnamen mit Bezug auf die Achsenmächte unerwünscht waren, war dies ein Beweggrund für Palestra sich als Sociedade Esportiva Palmeiras zu „brasilianisieren“ und erreichte als solches weltweiter Bekanntheit. Sportlich wurde die AA das Palmeiras in jenem Jahr nur Vorletzter, vor Palestra.
1917 vereinigten sich die konkurrierenden Verbände unter dem Namen der APEA. Palmeiras verblieb in den nachfolgenden Jahren in der unteren Tabellenhälfte der seit 1917 unter dem Namen APEA wieder zusammengeführten Verbände. 1918 und 1925 schied der Verein erneut vorzeitig aus dem laufenden Meisterschaftswettbewerb aus. 1926 fand eine erneute Aufspaltung der Liga statt. Die Liga dos Amadores de Futebol (LAF) spaltete sich mit Betonung des Amateurstatus von der APEA ab. Neben Paulistano und Germânia gehörte auch Palmeiras zu den acht Gründungsmitgliedern. 1928 und 1929 wurde AA das Palmeiras hier letzter bzw. Vorletzter in der Meisterschaft. Die Geschichte von AA das Palmeiras endete praktisch am 10. November 1929 mit einer 1:3-Heimniederlage gegen den Hespanha FC, den heutigen Jabaquara AC aus Santos.

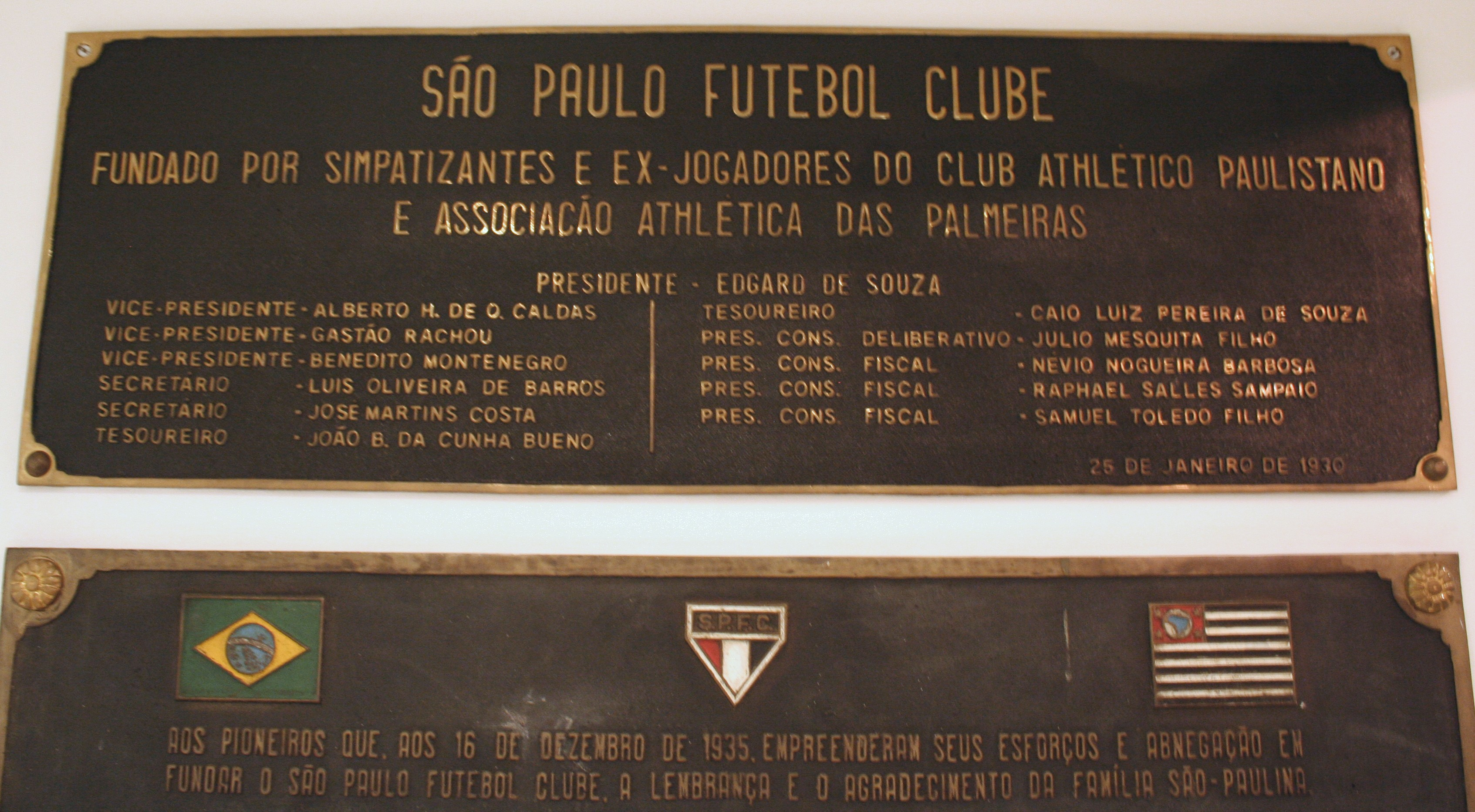
Offizielle Gedenktafel zur Gründung des São Paulo FC mit Verweis auf Paulistano und Palmeiras

Während Vereine wie der CA Paulistano, der letzte Meister der LAF, und SC Germânia die zusehende Professionalisierung des Fußballs in Säo Paulo in jenen Jahren zum Anlass nahmen ihre Fußballabteilungen aufzulösen da sie keinerlei Zukunft im Amateurfußball sahen, löste sich Palmeiras nach einem vergeblichen Versuch eine professionelle Mannschaft für die Meisterschaft 1930 zusammenzustellen völlig auf.
Diverse Offizielle und Spieler der AA das Palmeiras und des CA Paulistano, von dem unter anderem Arthur Friedenreich und Araken Patusca kamen, schlossen sich am 25. Januar 1930 in einem neuen Fußballverein zusammen: dem FC São Paulo. AA Palmeiras brachte in die Verbindung auch das oft kurz Chácara da Floresta genannte Estádio da Floresta ein, das der Verein 1913 erwarb und 1915 auf ein Fassungsvermögen von 15.000 Zusehern erweiterte. Dies brachte dem neugegründeten Verein in jener Ära den Beinamen São Paulo da Floresta ein. Eine weitere Morgengabe war das weiße Trikot mit dem Brustring; nachdem die Farben von Paulistano Rot und Weiß waren, wurde aus dem schwarzen Brustring ein rot-weiß-schwarzer wie er noch heute die Trikots des FC São Paulo unverkennbar macht.
Der FC São Paulo gewann bereits 1931 seine erste Staatsmeisterschaft geriet aber schon bald darauf wirtschaftliche Schwierigkeiten was zu einer Neugründung 1935 führte. Im weiteren Verlauf seiner Geschichte sollte er jedoch zu einem der bedeutendsten Fußballvereine der Welt werden.

## Statistiken

### Erfolge
- Taça Salutaris: 1911
- Staatsmeisterschaft von São Paulo: 1909, 1910, 1915

### Ligazugehörigkeit
- Liga Paulista de Foot-Ball: 1904–1906, 1909–1911
- Associação Paulista de Esportes Atléticos: 1913–1925
- Liga dos Amadores de Futebol: 1926–1929